# The American Conservative
The American Conservative (TAC) ist eine US-amerikanische politische Zweimonatszeitschrift, die seit Oktober 2002 in Washington, D.C. erscheint und von der Non-Profit-Organisation American Ideas Institute herausgegeben wird. Die Zeitschrift wurde von Pat Buchanan als Organ der konservativen Opposition gegen die Politik der Bush-Regierung gegründet und gilt als wesentliche Plattform paläokonservativer Ansichten.

## Geschichte und Ausrichtung
Das Magazin wurde als Forum für die Kritiker der interventionistischen Außenpolitik der Regierung George W. Bush vom früheren republikanischen Präsidentschaftskandidaten und Publizisten Pat Buchanan gegründet, da die vorhandenen Publikationen des konservativen Spektrums wie etwa National Review oder Weekly Standard den unbeschränkten Krieg gegen den Terror kritiklos unterstützten. The American Conservative vertritt nach eigener Aussage

„einen Konservatismus, der gegen unkontrollierte Machtausübung in der Regierung und in der Wirtschaft auftritt, der Familien und Gemeinschaften fördert, freie Menschen und freie Märkte unterstützt und eine realistische und zurückhaltende Außenpolitik auf der Grundlage der vitalen nationalen Interessen Amerikas will.“

Im März 2008 erklärte sich ein ständiger Kolumnist des Magazins, Andrew Bacevich, für Barack Obama als nächsten Präsidenten, da er von Anfang an Gegner des Irakkriegs gewesen sei und im Gegensatz zu John McCain die Außenpolitik der Bush-Regierung ändern würde.
Seit Anfang 2013 teilt sich The American Conservative Büroräumlichkeiten in Washington D. C. mit der linksliberalen Zeitschrift The American Prospect.
Nach einem Interview des Magazins mit dem Autor J. D. Vance wurde dessen Buch Hillbilly Elegy im Sommer 2016 schlagartig zum Bestseller, der mehrere Monate die Verkaufslisten anführte.
Im Dezember 2019 publizierte der Senior Editor der Zeitschrift, Daniel Larison, einen Beitrag, in welchem er sich für die Amtsenthebung von Präsident Donald Trump aussprach, da sich die Anschuldigungen des Amtsmissbrauchs als offensichtlich zutreffend erwiesen hätten.

## Rezeption
The American Conservative gilt als unorthodox und wurde insbesondere mit Blick auf seine ablehnende Haltung zur US-Außenpolitik als „führendes Organ der betont Nicht-Neokonservativen“ beurteilt. Die linksliberale Huffington Post bezeichnete das Magazin als „das ungewöhnlichste Magazin der politischen Rechten“, in dem abweichende Meinungen zum Mainstream der Republikanischen Partei zu Wort kämen.

## Autoren
Mitarbeiter oder Autoren der Zeitschrift waren bzw. sind unter anderen die Journalisten Justin Raimondo, Philip Giraldi, Robert W. Merry (Chefredakteur 2016–2018), Taki Theodoracopulos und Peter Hitchens, die Universitätsprofessoren Paul Gottfried, John J. Mearsheimer und Samuel P. Huntington sowie die Politiker Josh Hawley, Jon Huntsman und Rand Paul.